# Imsdal
Imsdal er et registreret varemærke for kildevand tappet på flaske af Ringnes Bryggeri. Kilden ligger i Imsdalen, en sidedal til Østerdalen ved foden af Rondane. Produktet blev introduceret i Norge inden Vinter-OL i Lillehammer i 1994.
I begyndelsen af 1970'erne åbnedes et tapperi ved Imsdal-kilden. Selskabet Norsk Kildevann tappede vand der under mærket Norwater. Dette vand blev i stor grad eksporteret og blandt andet benyttet på fly.
I 1987 købte Ringnes Bryggeri Norwater og rettighederne til kilden, og i 1990 overtog Ringnes Bryggeri Norsk Kildevann. Dagen før åbningsceremonien for OL i Lillehammer den 10. februar 1994 lanceredes vandet på flaske under navnet Imsdal. Vandet tappes og distribueres i hele Norge, og eksporteres til flere lande i Europa.